# Limito
Limito (Limet in dialetto milanese, AFI: [liˈmeːt]) è una frazione del comune di Pioltello, situato nella città metropolitana di Milano, di cui costituisce la porzione meridionale oltre la ferrovia Milano-Venezia. Costituì un comune autonomo fino al 1869.

## Storia

### Periodo medievale
La piccola località rurale di Limito, di antica origine, costituiva un comune compreso nella pieve di Segrate, parte del Ducato di Milano.

### Tra il Settecento e l'Ottocento
Registrata agli atti del 1751 come un villaggio milanese di 289 abitanti, alla proclamazione del Regno d'Italia nel 1805 Limito risultava avere 359 residenti. Con un decreto di Napoleone del 1809 il comune di Limito venne soppresso e aggregato al limitrofo comune di Pioltello, recuperando l'autonomia con l'istituzione del Regno Lombardo-Veneto.

### Periodo dell'Unità d'Italia
Nel 1853 il comune di Limito contava 691 abitanti, saliti a 742 nel 1859 e a 843 nel 1861. Il comune venne aggregato a Pioltello nel 1869, riproponendo l'antico modello napoleonico.

## Monumenti e luoghi d’interesse

### Architetture religiose
La Chiesa di San Giorgio è sede di una parrocchia pluri-centenaria. 

## Economia
A Limito di Pioltello esiste la sede principale della società Supermarkets Italiani e della società controllata Esselunga.